# 惊蛰 (报刊)
《驚蟄》是一份1930年代末期在四川省成都市发行的中文无政府主义报纸。该份刊物是最后一批在中国宣传无政府主义的公开发行刊物，也是当时唯一一份明确持无政府主义立场的刊物。清朝末年，中国的无政府主义曾一度广泛传播，在华南地区和華僑華人之间有着巨大的影响力。但随着国共内战的爆发，无政府主义运动同时遭到了当时两股主要势力（中國國民黨和中国共产党）的夹击，影响力迅速衰退。
《惊蛰》创立于1937年，与1920年代早期在广州市出版的另一份无政府主义报纸同名。该报的主要创始人是以卢剑波为首的一批四川知识分子。当时，随着大日本帝国在中国的推进，蔣中正政府不得不逐步撤向西南，四川因此成为了重要的工业、文化及军事中心。
与现代的许多无政府主义者因阶级立场反战不同，《惊蛰》支持抗日战争，并认为这是一场“反压迫的战争”，主张动员民众参加战争。《惊蛰》甚至在1938年10月的一期报纸上为彼得·阿列克谢耶维奇·克鲁泡特金“平反”，因支持第一次世界大战中的協約國并签署了《十六宣言》，克鲁泡特金曾被中国的无政府主义者指责背叛了工人阶级和阶级立场。该份报纸还大量报道了西班牙内战及参与其中的西班牙无政府主义者的情况。报纸的撰稿人包括与卢剑波和解的巴金，他在《惊蛰》上写了一篇有关布埃纳文图拉·杜鲁蒂的报道，并主张效仿西班牙组建“人民陣線”，以此联合共产主义者、社会主义者、无政府主义者和反法西斯主义者对抗日本侵略。
受第二次世界大战爆发及中日战争逐步升级的影响，《惊蛰》最终于1940年停刊。